# Трепанация черепа
Трепана́ция че́репа (лат. trepanatio; фр. trépanation) — хирургическая операция образования отверстия в костной ткани черепа с целью доступа к подлежащей полости. Как правило, операция применяется для обеспечения доступа к внутричерепным образованиям (опухоли) с целью их последующего удаления, а также, в некоторых случаях, для уменьшения внутричерепного давления пациента.

## История

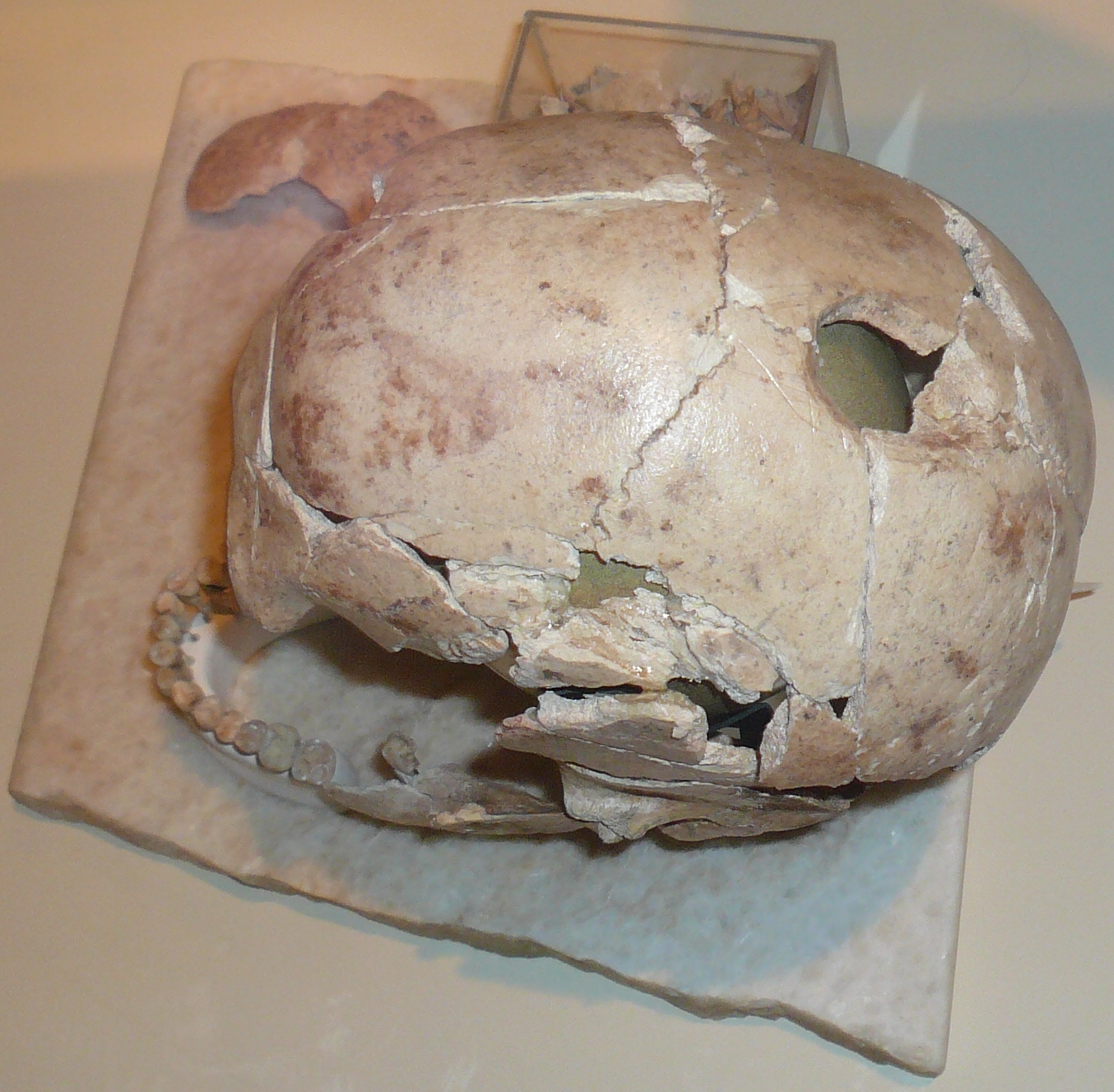
Череп каменного века со следами трепанации, найденный в местечке Чалагантепе (Агдамский район). 5-е тысячелетие до н. э. Музей истории Азербайджана, Баку

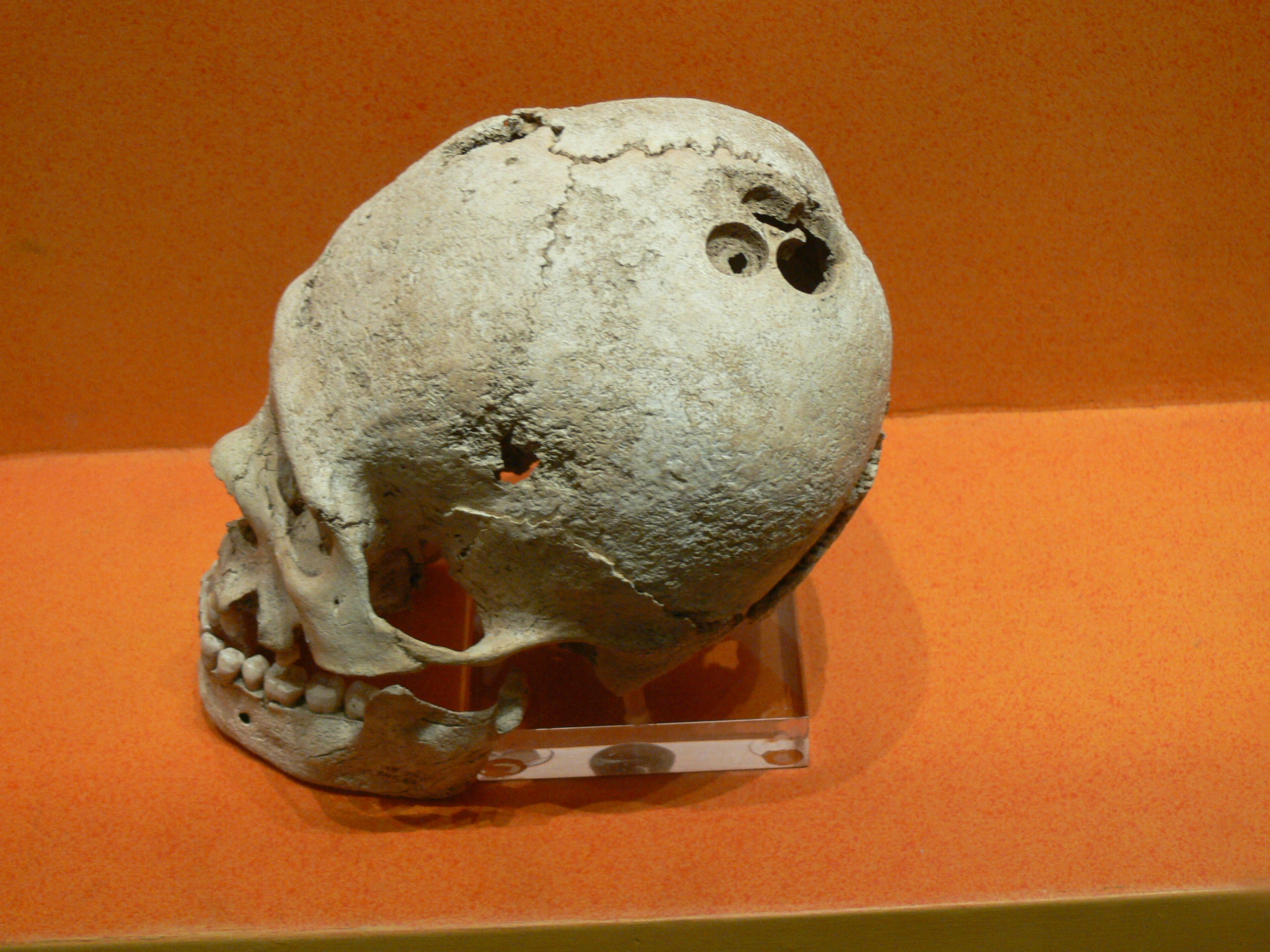
Череп каменного века со следами трепанации

Эта операция была известна ещё в глубокой древности и подробно описана у Гиппократа. Существуют несомненные доказательства того, что в самые отдалённые времена, начиная с неолитического периода, человек уже был знаком с хирургическими приёмами вскрытия черепной полости, с так называемой трепанацией. Свидетельством этому служат многочисленные черепа, собранные в самых различных местах и носящие следы искусственного прободения. По некоторым данным можно думать, что первобытный человек прибегал к трепанации даже чаще, чем люди цивилизованные.
К 2015 году более 1500 трепанированных черепов периода неолита (что составляет 5–10% всех черепов каменного века) были обнаружены по всему миру — в Европе, Скандинавии, России, Китае и Америке. Большинство трепанированных черепов принадлежит взрослым мужчинам, но также представлены женщины и дети.
Во многих дольменах находили сразу по несколько трепанированных экземпляров. Из 210 черепов, собранных на о-ве Тенерифе и описанных Лушаном, оказалось 10 трепанированных, с отверстиями на лбу, темени, затылке, по средней линии или сбоку; кроме того, 25 черепов из этой коллекции носят следы неполной операции — нарезки в области теменного родничка, происшедшие, по-видимому, от соскабливания лишних слоев кости. Первый древний трепанированный череп был описан Брока в 1867 году. На этом черепе, добытом из мексиканской гробницы и принадлежавшем индивиду древней расы ацтеков, имелось четырёхугольное прободение, произведенное четырьмя линейными надрезами — прием, очень близкий к способу трепанации в доисторические времена в Америке.
Трепанация времен неолитического периода была впервые констатирована в 1773—1774 годах, когда в Лионе доктор Прюньер и некоторые другие учёные демонстрировали несколько черепов из дольменов Ложери и др. мест с вырезанными в них круглыми или овальными отверстиями. За открытием Прюньера последовал целый ряд других во всех частях света. Известные случаи доисторической трепанации в России были описаны в конце XIX века антропологом и географом Дмитрием Анучиным.

### Трепанация в Европе

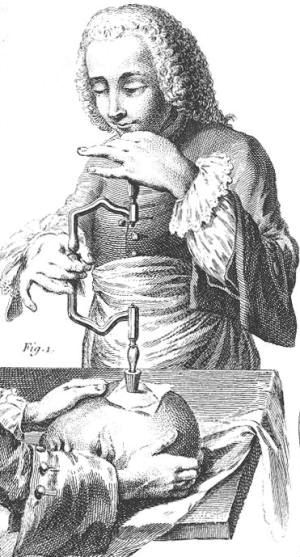

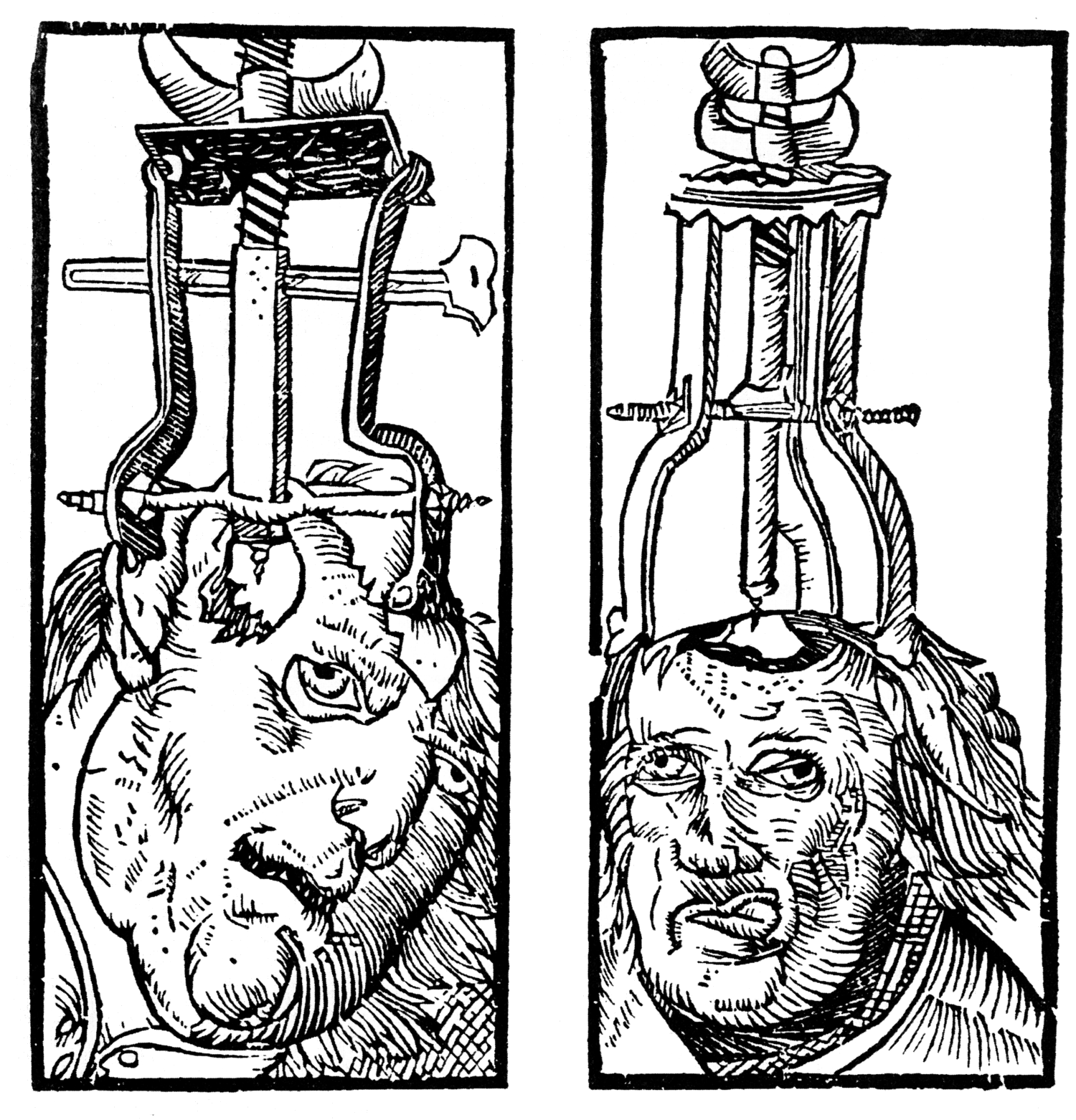

Можно указать на существование сохранившихся до наших дней специалистов-трепанёров в Черногории, Корнвалисе. Хорошая коллекция трепанированных черепов в оригиналах и муляжах имеется в парижском музее антропологического института. Существовали и посмертные трепанации, при которой играли роль мотивы религиозного свойства, например желание носить череп подвешенным на поясе, в качестве амулета, или желание дать душе, обитающей в черепе, свободный выход после смерти, как это до сих пор практикуется среди индейцев Иллинойса. Что касается трепанации на живых людях, то одни склонны видеть в ней сознательный хирургический приём, другие приписывают её предположению первобытного человека о том, что болезнь происходит от вселения злого духа, которого необходимо изгнать. В пользу того, что трепанация применялась как чисто хирургический приём, говорят найденные на некоторых трепанированных черепах следы гнойных скоплений (череп из дольмена Port-blanc) или такие черепа, как из Муссо-ле-Бре, которые признаны оперированными после травмы головы.
В кургане у села Глиное Слободзейского района археологи обнаружили костные останки человека со следами хирургической операции. Возраст находки превышает 4 тысячи лет.
С начала 1960-х годов трепанация проводилась людьми, заинтересованными в повышении умственной силы и благополучия. Это явление появилось в Европе после того, как голландский бывший студент-медик опубликовал свиток, дружественный к психоактивным препаратам, в котором предлагалась трепанация как форма постоянного увеличения объёма и функции мозговой крови. Он сделал себе трепанацию в 1965 году.

## Разновидности
- Трепанация черепа (лат. t. cranii; син. краниотомия) — трепанация свода черепа с целью вскрытия его полости.
- Трепанация черепа декомпрессивная (лат. t. cranii decompressiva; латинская приставка de-, означающая устранение чего-либо, + compressio сдавление, сжатие; синоним Кушинга — декомпрессивная трепанация) — широкая трепанация (не менее 5-6 × 6-7 см) в височной области с резекцией чешуи височной кости до основания черепа и вскрытием твёрдой мозговой оболочки. Производится при резком ухудшении состояния больного вследствие дислокации мозга.
- Трепанация черепа костно-пластическая (лат. t. cranii osteoplastica) — трепанация черепа с выкраиванием лоскутов мягких тканей и кости, которые после окончания операции укладывают на место.
- Трепанация черепа резекционная (лат. t. cranii resectionalis) — трепанация черепа с удалением части костей черепа; применяется при хирургической обработке черепно-мозговых ран, для декомпрессии, а также при операциях на задней черепной ямке.

## Ритуальная трепанация
Трепанация черепа не всегда проводилась с лечебной целью.

В Тибете давно заметили, что дар ясновидения люди чаще всего обретают после мозговой травмы. И задались целью открывать «третий глаз» искусственно. Отобранному по особым принципам монаху делают операцию, нередко сопряжённую со смертельным исходом. В середине лба высверливают отверстие, на несколько дней закрывают его деревянным клином с целебными мазями и дают зарасти.
Всеволод Овчинников

Согласно наиболее популярной теории, самые первые случаи трепанации черепа были выполнены доисторическим человеком по причинам, связанным с магией или религиозными ритуалами. Например, практика инициации, как предполагал Брока. С некоторых из этих черепов после смерти удаляли дискеты костной ткани, которые затем носили в качестве амулетов на шее. В 1870-х годах Брока предположил, что эта процедура возникла как средство для лечения судорог у младенцев, которые были вызваны заточенными в человеке демонами, и отверстие в голове давало им способ побега. Поскольку простые инфантильные судороги проходят сами по себе, эта практика могла показаться успешной и использовалась последующими поколениями.
Доктор Уильям Ослер считал, что трепанация проводилась при эпилепсии, детских судорогах, головной боли и различных церебральных заболеваниях, которые, как считалось, были вызваны злыми духами.
Гипотеза Плинио Приорески предполагает, что первобытные люди заметили, что травмы головы не всегда приводят к смерти, в отличие от других ранений. Считавшийся мёртвым человек (на самом деле потерявший сознание) затем «воскресал». Они пришли к выводу, что «что-то в голове имело отношение к бессмертию». Голова была выбрана для процедуры именно из-за накопленного опыта, наблюдавшегося первобытным человеком в каменном веке с повсеместными травмами головы во время ссор и охоты.